# Reserva nacional de Niassa
La Reserva Nacional de Niassa o Reserva de Niassa se encuentra en las provincias de Cabo Delgado y Niassa, en el norte de Mozambique. Tiene una extensión de 42.000 km² y es la mayor área protegida del país. 
En el norte, está limitada por el río Rovuma, que ejerce de frontera con Tanzania. Uno de sus afluentes, el río Lugenda, atraviesa la reserva por el sur formando meandros a lo largo de 360 km de sudoeste a nordeste, donde desemboca en el río Ruvuma en Negomano. En su recorrido hacia el este, el Lugenda pasa bajo la montaña de Mecula (1.441 m) punto álgido de la reserva, rodeada de vegetación. Luego se dirige hacia el este a través de bosques de Pandanus, una especie de palmera tropical, atraviesa una zona de gargantas rocosas y se abre a una zona de riberas arenosas en las que abundan unas aves conocidas como rincópidos (Rynchopidae) africanos (African skimmers). Además del Lugenda hay otros ríos que, o bien son afluentes de este, o desembocan hacia el norte en el propio Rovuma.
Además de las montañas Mecula y Jodo, hay numerosos inselberg de granito en la región que contienen pinturas rupestres y son sagrados para las comunidades locales.
La Reserva de Niassa es dos veces más grande que el parque nacional Kruger, de Sudáfrica.

## Historia
La Reserva de Niassa fue fundada en 1954, cuando Mozambique era todavía el África Oriental Portuguesa, y los portugueses llamban a esta región el Fin del Mundo, pero no recibió protección alguna hasta el final de la Guerra Civil Mozambiqueña con la firma del Acuerdo General de Paz de Roma. Desde entonces, el gobierno de Mozambique ha puesto en marcha diversos mecanismos para proteger la ecología del norte del país.
Durante los años setenta y ochenta, mientras duró la guerra civil, la caza se realizó de forma extensiva. La creación de la SGDRN (Sociedad para la Gestión y el Desarrollo de la Reserva de Niassa) en 1998 ha permitido una recuperación parcial de la fauna que en la actualidad permite realizar safarís y observar incluso a los cinco grandes, (león, leopardo, elefante, rinoceronte y búfalo).

## Vegetación y fauna

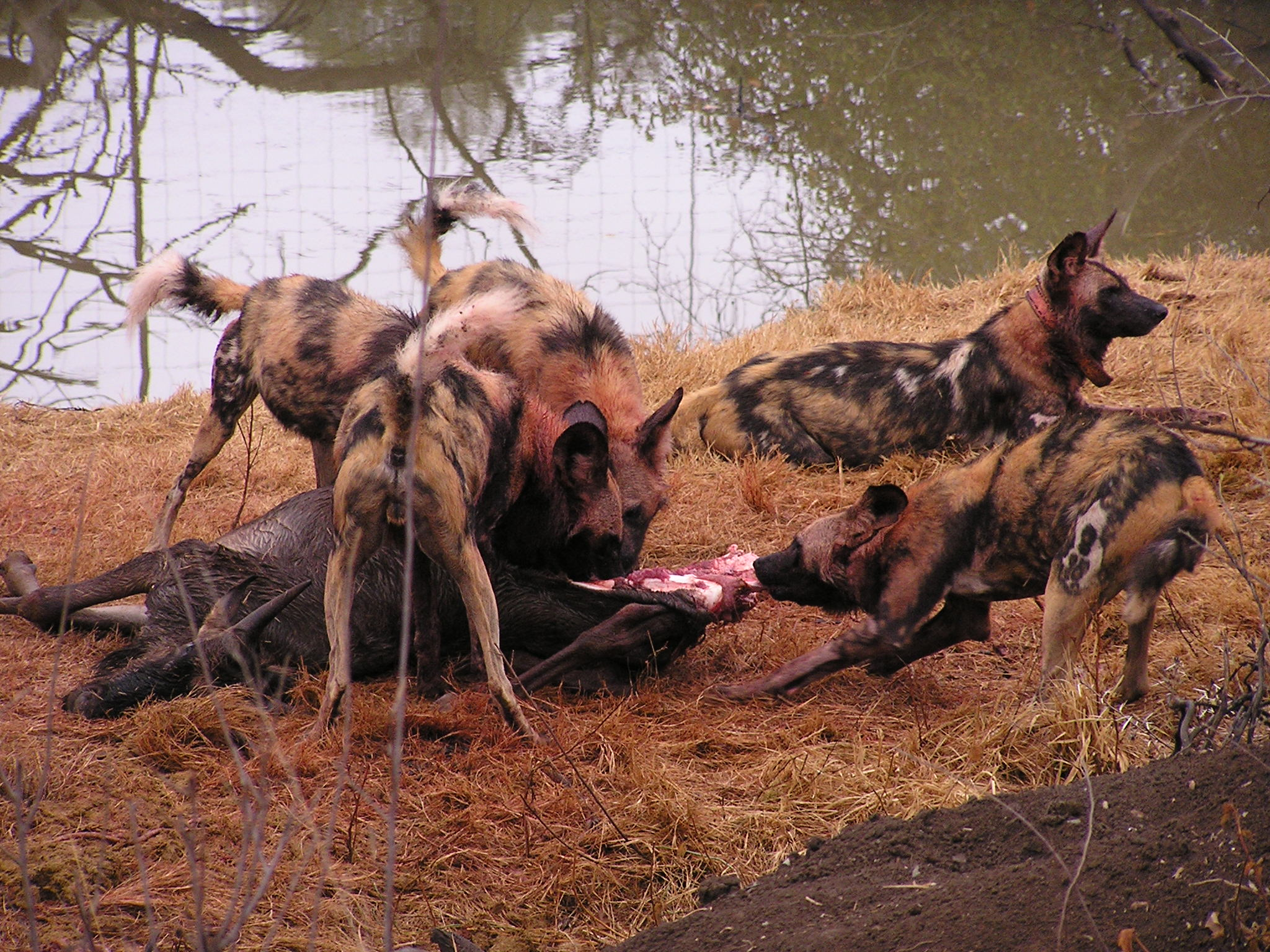
Licaones, una de las especies protegidas en la reserva. La imagen es de la Reserva de caza de Madikwe, de Sudáfrica.

Niassa forma parte de la sabana arbolada de miombo oriental, una ecorregión que cubre un área de casi medio millón de km² entre el sur de Tanzania, el norte de Mozambique y el sudeste de Malaui. La mitad de la reserva está cubierta de bosques de miombo, un género de árboles, Brachystegia, que abarca una gran cantidad de especies que forman bosques no demasiado cerrados. Se caracterizan por cambiar de color, dorado y rojizo, en época seca, y volverse verdes cuando comienza la época de las lluvias. El resto de la reserva es en su mayor parte sabana abierta con algunas zonas húmedas aisladas y manchas de  bosque. Se calcula que hay unas 190 especies de árboles y arbustos.
En 2012 se estimaba que en la reserva había entre 12.000 y 20.000 elefantes, unos 14.000 antílopes sable, unos 800 leones y unos 350 licaones, esta última especie en peligro de extinción.  Además, hay grandes poblaciones de búfalos africanos (Syncerus caffer), impalas, ñus (Connochaetes), cebras y leopardos. Tres especies son endémicas, el ñu de Niassa (Connochaetes taurinus johnstoni), la cebra de Boehm (Equus burchelli boehmi) y el impala de Johnston (Aepyceros melampus johnstoni). Hay 8 tipos de mangosta y 24 de carnívoros, además de entre 300 y 400 especies de aves entre las que figuran las raras pita angoleña (Pitta angolensis), la lechuza pescadora Scotopelia peli y numerosas rapaces.
En el cauce del río, especialmente en las zonas rocosas, se encuentran hipopótamos y cocodrilos.

## Clima
El clima es extrapolable del de la provincia de Niassa, en la que está incluida la reserva. La temperatura media anual de la capital, Cuamba, es de 24 °C, aunque está a 500 m de altitud y en la reserva hay zonas más bajas y cálidas, en torno a los 200 m. La temporada de lluvias va de diciembre a abril, oscilando de 18 a 21 semanas en las zonas altas.  En las orillas del lago Niassa caen en torno a 1.300 mm anuales, pero disminuyen hacia el este, y ya en Cuamba oscilan entre 800 y 1000 mm. El mes más frío es julio, con temperaturas que pueden bajar a 10 °C, y el más cálido es octubre, en que pasan de 35 °C al mediodía y no bajan de 20 °C por la noche.

## Poblamiento
Se calcula que en la Reserva de Niassa hay unos 40.000 habitantes en unos 50 pueblos. En 2007 solo había 25.000 personas, lo que da una idea del rápido aumento de la población. La mayoría eran de las etnias yao y makua con algunos ngoni, marawe y matambwe. La reserva está llena de inselbergs de granito bajo los que se puede encontrar un arte rupestre geométrico que no tiene más de 4.000 años de antigüedad y se achaca a los pigmeos batwa, vecinos de los san, que vivieron en el norte de Mozambique a principios del siglo XX.
El río Lugenda, que atraviesa la reserva, provee una industria pesquera (has más de 40 especies de peces) que conoce 24 técnicas de pesca diferentes, incluyendo trampas de bambú. El pescado se vende, generalmente, en Tanzania.
Por lo demás, la región está muy deshabitada, ya que los cultivos son imposibles, asediados por los elefantes, los babuinos y los potamóqueros (Potamochoerus larvatus), y la presencia de mosca tse tse y la tripanosomiasis impide la presencia de ganado.

## Turismo
El turismo es muy escaso en este lugar debido al aislamiento y la falta de instalaciones. No obstante, hay que tener en cuenta que en la reserva hay diversas poblaciones y una red de carreteras y pistas forestales de 1.200 km. El parque se debe visitar en la estación seca, entre abril y diciembre, aunque la mejor época es entre junio y octubre. En la época húmeda, muchos caminos se vuelven intransitables.
El cuartel general de la reserva se encuentra en Mbatamila, en el centro del parque, bajo la montaña de Mecula y muy cerca del pueblo del mismo nombre, de unos 5.000 habitantes. Las gasolineras más cercanas se encuentran en Lichinga, fuera del parque, a 460 km, en Cuamba, a 400 km, y en Montepuz, a 375 km. El mejor lugar para pasar unos días es el Lugenda Bush Camp.

## El área transfonteriza
La Reserva de Niassa forma parte de un proyecto de Área de Conservación Transfonteriza que enlazaría con la Reserva de caza Selous (más de 50.000 km²), situada en el sudeste de Tanzania mediante el llamado Corredor de Vida Salvaje Selous-Niassa. La falta de barreras entre ambas reservas ha permitido la emigración de animales y la repoblación de Niassa, que resultó muy perjudicada por la guerra civil.